# Koninklijke Schouwburg
De Koninklijke Schouwburg is een theater in het hart van Den Haag, gelegen op de hoek van het Korte Voorhout met de Schouwburgstraat. Per 1 januari 2017 is de Koninklijke Schouwburg gefuseerd met Het Nationale Toneel en Theater aan het Spui tot Het Nationale Theater.

## Paleisje
In 1766 liet vorst Karel Christiaan van Nassau-Weilburg, de zwager van stadhouder Willem V, een stadspaleis aan het Korte Voorhout bouwen voor hemzelf en zijn 23-jarige echtgenote, prinses Carolina van Oranje-Nassau. De architect was Pieter de Swart, die twee jaar lang op kosten van Willem IV in Parijs had gestudeerd. De Swart maakte een ontwerp in Lodewijk XVI-stijl voor een 77 meter breed en drie verdiepingen hoog gebouw dat om een sterk gebogen halfronde cour gevormd is. Aan de voorkant zouden van links naar rechts een biljartkamer komen, dan een slaapkamer, een kabinet en een antichambre, aan de tuinkant een muziekzaal, een danszaal en een gezelschapskamer, waar vijf gobelins de muren zouden sieren. Verder waren er twee canapés en achttien fauteuils met verguld houtwerk besteld en vijf bronzen wandluchters. De gordijnen zouden van damast worden gemaakt. In 1769 verhuisde prins Karel naar Weilburg, waar Carolina in 1787 overleed. Veel haast met de bouw van zijn paleis in Den Haag had hij dus niet. In 1774 was een deel klaar, maar De Swart was in het voorgaande jaar overleden. De bouw werd niet afgemaakt, en zijn bouwtekeningen werden geveild.

Door de Franse bezetting moest de bouw worden stopgezet. Na het overlijden van prins Karel verkochten zijn erfgenamen diens Haagse bezittingen op het onvoltooide stukje paleis na. Lange tijd stond het onafgemaakt en leeg en er werd al besloten het weer af te breken toen een groep vooraanstaande Haagse burgers in 1802 het paleis voor 99 jaar huurde om het tot een schouwburg te verbouwen. Om het gebouw te testen liet men een regiment met volle bepakking over de balkons lopen. De stevigheid werd goedgekeurd; er mocht een schouwburg komen.

## Schouwburg
Er werd al veel toneel gespeeld in Den Haag, maar altijd ‘op locatie’, waar het maar uitkwam. Er waren wel enkele theatertjes geweest, maar die waren zo armoedig dat ze nauwelijks de naam 'theater' verdienden. In 1804 opende de “Nieuwe Haagse Stadsschouwburg” zijn deuren. Architect Johan van Duyfhuis was voor de verbouwing verantwoordelijk. In 1863 werd het interieur van de schouwburg gemoderniseerd door architect W.C. van der Waeyen Pieterszen.

### Quaestie
In 1901 besloot de Haagse gemeenteraad tot sluiting van de schouwburg wegens brandgevaar. Ondertussen kwam het tot een heftig debat in de stad over het behoud van de Koninklijke Schouwburg, de zogenaamde 'Schouwburg-quaestie', die uiteindelijk ten gunste van de voorstanders van de verbouwing werd beslist. Tien jaar later werd de schouwburg inderdaad tijdelijk gesloten. Stadsbouwmeester J.J. Gort voerde een grootscheepse verbouwing uit, waarbij de hele binnenbouw rondom de zaal werd gereorganiseerd. Ook kreeg de speelzaal zelf een rijkversierd ovaal plafond, dat beschilderd werd door Henricus Jansen en voorzien werd van een kolossale kroonluchter in Secession-stijl.

### Moderniseringen
In 1929 vond een uitgebreide verbouwing van het "achterhuis" plaats. De schouwburg kreeg een toneeltoren, zodat de decors naar boven uit het zicht van het publiek opgetrokken konden worden. Ook kleedkamers en dergelijke werden gemoderniseerd.

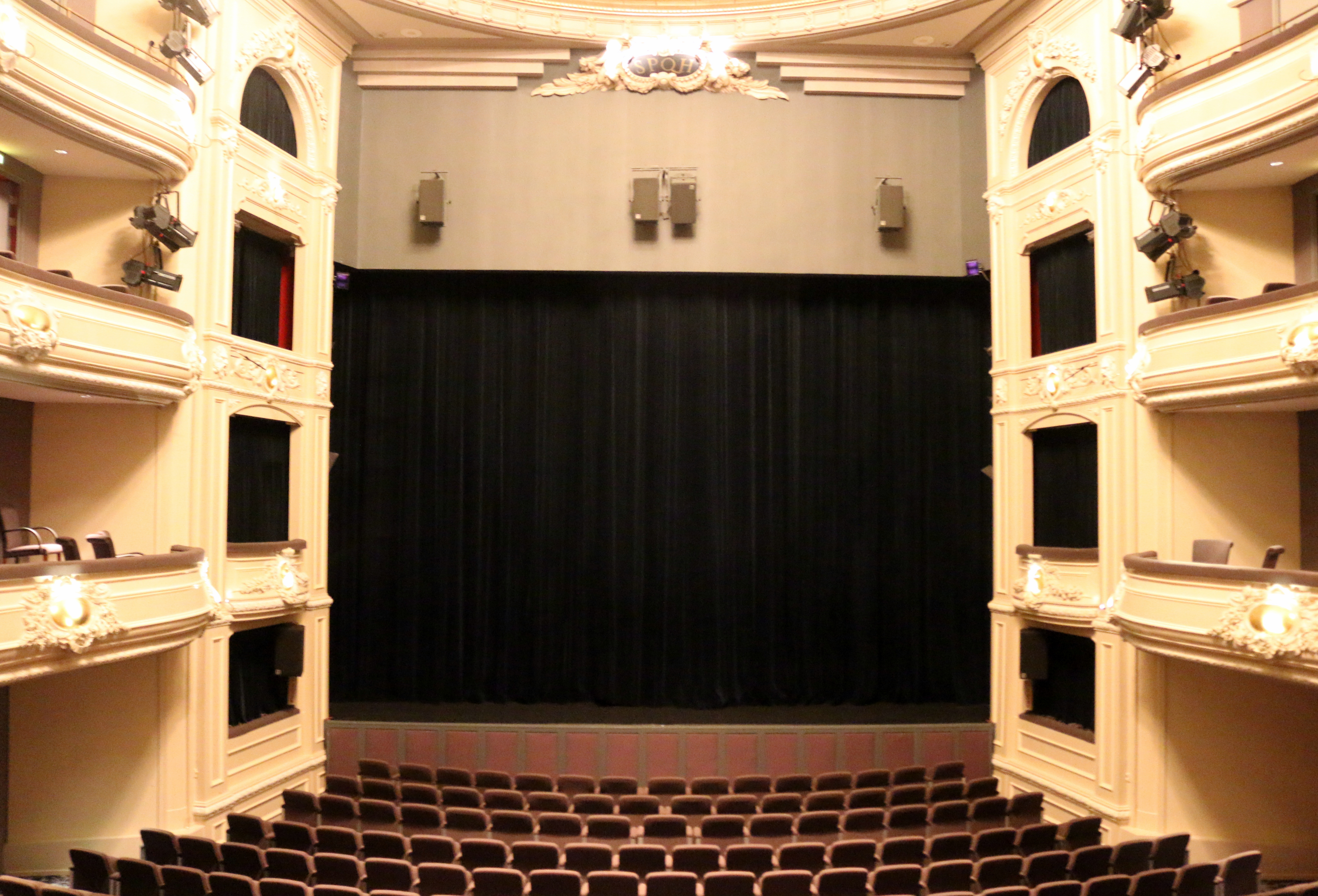
Interieur van de schouwburg (2014)

In 1997-1999 onderging de Koninklijke Schouwburg een hoognodige renovatie. De gemeente Den Haag trok als eigenaar 31 miljoen gulden uit voor deze zeer ingrijpende verandering onder leiding van de Belgische architect Charles Vandenhove. Allerlei ondoorzichtige en daardoor gevaarlijke trappenhuizen werden vervangen door twee glazen trappenhuizen aan weerszijden van de zaal. Er kwam een lift voor bezoekers, de technische installaties werden vernieuwd, er kwam een betere ventilatie in de zaal en nieuwe stoelen met meer beenruimte. Een nieuwe lichtbrug in de zaal onder het beschilderde plafond maakte een uitgekiende toneelbelichting mogelijk.
Op 18 september 1999 werd de Koninklijke Schouwburg na deze ingrijpende verbouwing heropend. De belangstelling voor deze feestelijke gebeurtenis was groot. De Haagse wethouder Louise Engering verrichtte de opening van het gebouw. Daarna vond de première plaats van "Oude Mensen" door Het Nationale Toneel onder regie van Ger Thijs. Oud-directeur Hans van Westreenen kreeg een koninklijke onderscheiding uitgereikt door burgemeester Wim Deetman.

## Prinsjesdag
Vanaf 2022 is de schouwburg het toneel van Prinsjesdag, in verband met een renovatie van de Ridderzaal. Het was de eerste keer dat de prinsessen Amalia en Alexia aanwezig waren tijdens de Troonrede.

## Bespelers
De schouwburg werd aanvankelijk per avond verhuurd aan toneelgezelschappen, er was geen eigen gezelschap. In 1813 werd het reizend gezelschap van Ward Bingley vaste bespeler. Vanaf 1815 mocht dit gezelschap zich Koninklijke Zuid-Hollandsche Tooneelisten noemen, een gezelschap dat tot circa 1875 zou blijven bestaan.
Koning Willem II was van 1841 tot 1853 eigenaar van de Koninklijke Schouwburg. De Franse opera en het Nederlandse toneel kwamen onder zijn leiding tot grote bloei. Er werd toen meer opera dan theater opgevoerd, bijna uitsluitend in het Frans. In 1876 werd het toneelgezelschap de Koninklijke Vereeniging Het Nederlandsch Tooneel opgericht. Dit had de Koninklijke Schouwburg als thuisbasis. Bekende acteurs bij dit gezelschap waren Louis Bouwmeester, Willem Royaards en Ko van Dijk sr.
Na de Eerste Wereldoorlog werden vaste bespelers van de Koninklijke Schouwburg aangewezen. De eersten waren de  Haghespelers in 't Voorhout van Eduard Verkade die in 1921 gecontracteerd werden. Het gezelschap bestond onder meer uit Albert van Dalsum, Cees Laseur, Else Mauhs, Johan de Meester jr. en Cor Ruys. Omdat Verkade er met zijn vooruitstrevend theater niet in slaagde de toestroom van publiek op gang te brengen werden de Haghespelers in 1924 opgevolgd door het Vereenigd Rotterdamsch-Hofstad Tooneel van Cor van der Lugt Melsert, met spelers als Mary Dresselhuys, Annie van Ees, Fien de la Mar, Else Mauhs en Enny Meunier.
In 1938 viel het Vereenigd Rotterdamsch-Hofstad Tooneel uiteen en werd het pas opgerichte Residentie Tooneel het huisgezelschap van de schouwburg, met bekende spelers als Fie Carelsen, Max Croiset, Caro van Eyck, Bob de Lange en Enny Meunier. De Koninklijke Schouwburg veranderde in een levendige culturele kweekvijver waar ook literaire matinees werden gehouden. Tijdens de matinees behandelde een gastspreker een literair onderwerp dat geïllustreerd werd door acteurs die toneelscènes, proza en poëzie voordroegen. Bovendien werd een jeugdgezelschap opgericht, dat schoolvoorstellingen gaf.
Tijdens de Tweede Wereldoorlog werd de naam van het theater door de bezetter veranderd in "Stadsschouwburg". Na enige tijd wees de Nederlandsche Kultuurkamer het theater toe aan het Deutsches Theater in den Niederlanden, waardoor het Residentie Tooneel werd gedwongen te verhuizen naar de Princesse Schouwburg.

### Haagse Comedie
Na de oorlog werd de naamswijziging ongedaan gemaakt en keerde het Residentie Tooneel terug in de Koninklijke Schouwburg. Toen de directie van het toneelgezelschap in 1947 na een conflict opstapte, werd de nieuw opgerichte Haagse Comedie het nieuwe huisgezelschap. Vanaf die tijd werd de zogenaamde 'Haagse stijl' gecultiveerd, een kenmerkende acteerstijl. Veel bekende acteurs hebben bij de Haagse Comedie gespeeld, zoals Anne Wil Blankers, Ko van Dijk en Paul Steenbergen. In 1988 werd de Haagse Comedie omgevormd tot Het Nationale Toneel.